# 중국 본토

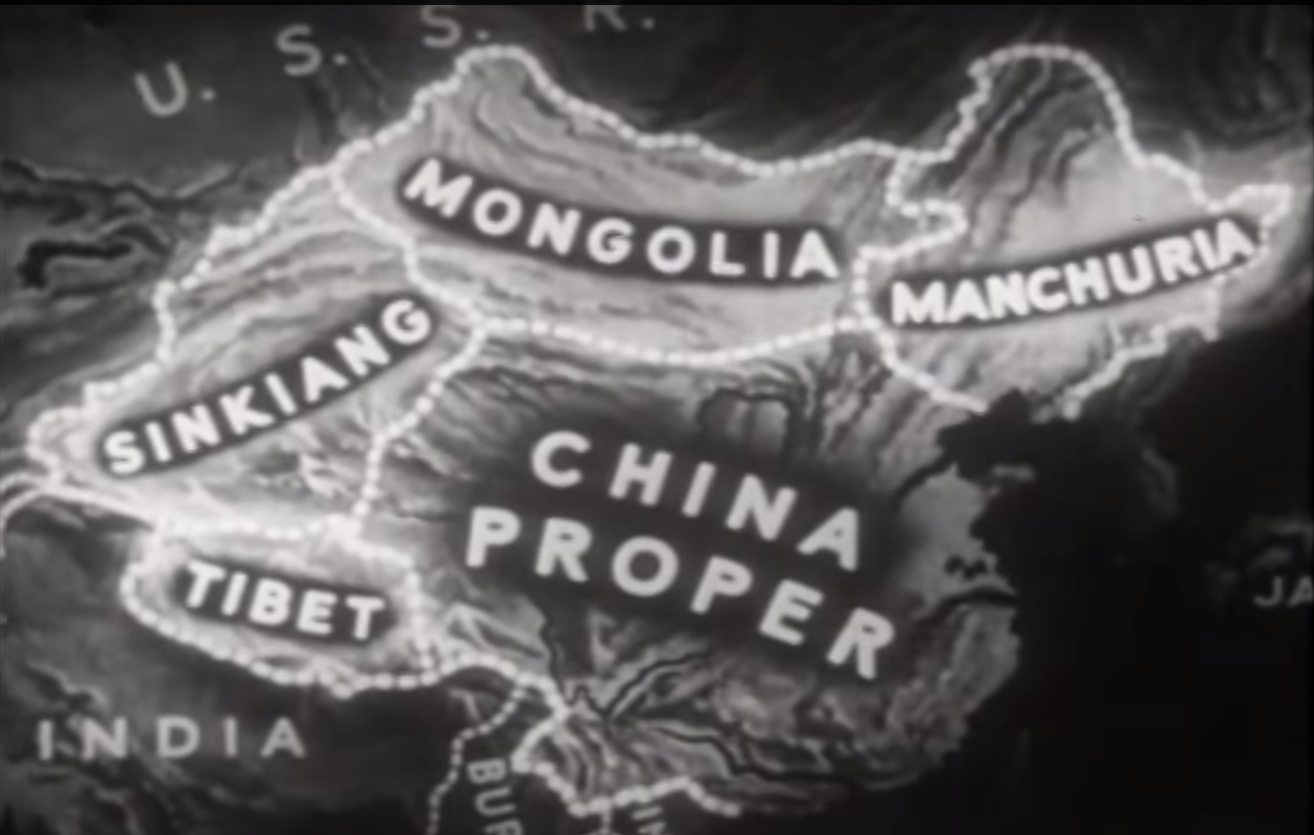
ㄴ1944년 미국 선전영화에 표시된 중국 본토

중국 본토(중국어: 中國本土, 영어: China proper)는 중국 내지(중국어: 中國內地, 영어: Inner China), 중국 관내 또는 십팔성(중국어: 十八省, 영어: Eighteen Provinces)으로도 불리며, 한족이 다수 민족인 역사적인 중국의 영토를 중국의 다른 지역과 비교하여 가리키는 표현이다. 인문과학적인 관점으로 지나라는 역사적 공간의 현대 모습에 거의 일치하며, 홍콩과 마카오가 포함되고 대만, 펑후 제도 등은 학자에 따라 포함시키기도 제외시키기도 한다. 중국 본토의 면적은 약 390만 km2이다. 중국 북방의 외부 중국의 광대한 영역은 대체로 만리장성에 의해 구획되어 있다. 중국에서는 성(省)이 각지에 설치된 중앙의 직할 통치하에 있었지만, 외부 중국은 주로 중국 황제에 신속으로 각 민족의 제후들의 자치에 맡기는 방법이었다.

## 중국 본토 외 지역
중국 본토가 아닌 지역은 신장 위구르 자치구(동튀르키스탄), 캄, 암도 지구를 포함한 티베트, 둥베이(만주), 만리장성 이북을 포함한 내몽골 자치구, 쓰촨성 남부를 포함한 윈난성 일대가 포함된다. 한국에서는 주로 관외로 부른다.

## 타이완관점에서의 중국 본토
현대 들어서 중국은 국공 내전 이후 중화민국과 중화인민공화국 두 개의 정부가 대립하는 분단국가가 되었고, 상대적으로 중국 본토를 잃어버린 쪽인 중화민국의 관점에서, 중화인민공화국이 차지한 중국 대륙은 중화민국이 수복해야 할 실지로서 '본토(本土)'가 되었다. 이 때 중국 대륙은 앞에서 언급된 중국본토를 포괄하는 개념이다.

## 같이 보기
- 중국 대륙
- 화베이 평원
- 내륙아시아
- 외몽골
- 외만주
- 중화사상
- 유조변
- 만리장성